# Остапченко Феодосій Олександрович
Феодо́сій Олекса́ндрович Оста́пченко (нар. 30 січня 1911, с.Плесецьке Васильківського району Київської області — ?) — український журналіст і футбольний функціонер. Начальник команди Динамо (Київ) 1955—1957 років.

## Життєпис
Народився 1911 року.
Працював в органах НКВС, тому інформації про його діяльність в молоді роки обмаль.
У післявоєнний час був заступником начальника київської міської ради ДСТ «Динамо». Сприяв переходу до київського «Динамо» гравців з Західної України, зокрема Михайла Комана і Тиберія Поповича, який рік грав за московське «Динамо».
1955 року в умовах, коли в київській команді «Динамо» настала криза взаємовідносин між тренерами і футболістами Феодосія Олександровича призначили начальником команди для уладнання внутрішньої проблеми. Про це детально описано в книзі «Воротар» уславленого воротаря Олега Макарова, який згадував про прихід Остапченка так: «дуже спокійний, ввічливий, відмінно орієнтувався в напрямках, за якими течуть приховані футбольні води. Він зумів знайти ту золоту середину, яка примирила обидві сторони».
1955—1957 — начальник команди Динамо (Київ).
Згодом став спортивним журналістом, завідувачем відділом «Спортивної газети».
Будучи кадровим чекістом сприяв тому, щоб інший кадровий чекіст, перший капітан київського «Динамо» Микола Мурашов віднайшов для публікації фотознімок найпершого складу «Динамо» Київ 1928 року, який серед інших членів команди включав 11 футболістів. Тоді шанувальники «Динамо» побачили цей знімок в урізаному вигляді, оскільки чекісти, які брали участь у створенні команди, на той час були засекречені. У повному вигляді знімок був опублікований лише 1992 року в газеті «Киевские новости».
1977 року підготував до випуску ювілейний фотоальбом «Динамо» Київ, присвячений 50-річчю команди.
Станом на 1998 рік проживав у Києві.